# Іваненко Віктор Валерійович
Віктор Валерійович Іваненко (нар. 5 серпня 1970, Суми, УРСР) — радянський та український футболіст, захисник, по завершенні кар'єри гравця — тренер.

## Кар'єра гравця
Вихованець ДЮСШ «Фрунзенеця» (Суми), перший тренер — Микола Абрамов. Дорослу футбольну кар'єру розпочав у 1991 році в складі сумського «Фрунзенця». Наступного року виїхав до Росії, де став гравцем клубу «Скат-5С» (Єлабуга). Через рік повернувся до України, де в сезоні 1992/93 років захищав кольори сумського «Автомобіліста». Після цього виступав в аматорських командах «Локомотив» (Конотоп) та «Будівельник» (Суми). Протягом року у зв'язку з хворобою не виступав. Згодом набирав спортивну форму у клубі «Явір» (Краснопілля). Також виступав за роменський «Електрон». У 1996 році виступав у запорізькому «Вікторі», однак на початку наступного року приєднався до харківського «Металіста», де виступав під керівництвом головного тренера Михайла Фоменка, з яким він раніше працював у сумській команді. У 2002 році виступав у другому дивізіоні в'єтнамського чемпіонату за «Кханьхоа». З 2002 по 2003 рік виступав у сумському «Спартаку», у футболці якого завершив професіональну футбольну кар'єру. У 2004 році захищав кольори аматорського колективу «Шахтар» (Конотоп).

## Кар'єра тренера
По завершенні кар'єри гравця розпочав тренерську діяльність. З травня по червень 2006 року виконував обов'язки головного тренера сумського «Спартака». У липні 2006 року знову очолив клуб, яким керував до 28 листопада 2006 року, коли команду було розформовано.

## Досягнення

### Клубні
- Перша ліга чемпіонату України
  -  Бронзовий призер (1): 1998

### Індивідуальні
- 8-11-е місця в списку найкращих бомбардирів Вищої ліги: 1999/00 (10 голів)